# 阿布·奧馬爾·賽義夫
阿布·奧馬爾·賽義夫(1968-2005)，是一個沙特阿拉伯出身的聖戰者，據稱基地組織與有密切聯繫。他的全名是穆罕默德·本·阿卜杜拉·本·賽義夫·塔米米，阿布·奧馬爾·賽義夫是他化名，他第一次出現是阿富汗戰爭時期，後來經常出現在北高加索和車臣。
賽義夫似乎一直是一位阿拉伯金融家的受託人，以慈善活動名義支持達吉斯坦的伊斯蘭叛亂勢力。他被指涉及1999年伏爾加頓斯克和莫斯科公寓爆炸案。以及涉嫌資助了2004年的別斯蘭人質危機。
阿布·奧馬爾·賽義夫在小範圍內被稱為理論家和精神領袖。在車臣泽利姆汉·扬达尔比耶夫政府中擔任教法官，他還寫了幾篇文章和書籍，特別是有關伊拉克和民主的問題，他認為非伊斯蘭和偶像崇拜和在高加索地區的衝突，他認為只有通過聖戰解決。